# Østerbro
Østerbro är en stadsdel i Köpenhamn med 70 938 invånare (2011). Stadsdelens areal är 8,74 km² och har en befolkningstäthet på 8 116 invånare/km². Østerbro utgör den nordöstliga delen av Köpenhamns kommun, och den administrativa indelningen trädde i kraft 1 januari 2007 då den danska kommunreformen 2007 gjorde att Indre Østerbro och Ydre Østerbro sammanslogs och bildade Østerbro. Huvudgatan Østerbrogade går genom stadsdelen och längs norra änden av Sortedams Sø. På Østerbro ligger bland annat sjukhuset Rigshospitalet, järnvägsstationen Østerport, parken Fælledparken samt idrottsanläggningarna Parken och Østerbro Stadion. Østerbro är ett av de områden som ingår i Brokvartererne.